# Pterostichus morionides
Pterostichus morionides es una especie de escarabajo terrestre del género Pterostichus, categorizada en la tribu Pterostichini, de la subfamilia Harpalinae. Fue descrita por Chaudoir en 1868.

## Distribución
Se distribuye por América del Norte: Estados Unidos.